# 1st GOODSAL
『1st GOODSAL』（ファースト グッドサル）は、音楽ガッタスの1枚目のアルバム。2008年2月6日発売。

## 概要
- 初回限定盤にはブックレットが付いている。
- 真野恵里菜、武藤水華、澤田由梨の3人が参加する音楽ガッタスのアルバムとしては、最初で最後である。

## 収録曲
1. 抱きしめて…涙
作詞・作曲：つんく 編曲：松井寛
2. お先にすんずれい
作詞・作曲：つんく 編曲：山崎淳
3. 鳴り始めた恋のBELL
作詞・作曲：つんく 編曲：松井寛
4. 青春のカスタード／吉澤ひとみ、里田まい
作詞・作曲：つんく 編曲：鈴木俊介
5. 心の谷間／能登有沙、真野恵里菜
作詞・作曲：つんく 編曲：平田祥一郎
6. やったろうぜ!
作詞・作曲：つんく 編曲：ダンス☆マン
7. 地球と月 彼と私／石川梨華、紺野あさ美、仙石みなみ、澤田由梨
作詞：まこと 作曲：つんく 編曲：湯浅公一
8. カラゲンキ／吉澤ひとみ、石川梨華、里田まい、紺野あさ美
作詞：三浦徳子 作曲：つんく 編曲：高橋諭一
9. 恋占い通りにはならないわ／是永美記、能登有沙、真野恵里菜、仙石みなみ、澤田由梨、武藤水華
作詞：つんく 作曲：はたけ 編曲：田中直
10. キスしよう／石川梨華、紺野あさ美
作詞・作曲：つんく 編曲：高橋諭一